# Striapiwka
Striapiwka (ukr. Стряпівка) – osiedle na Ukrainie, w obwodzie donieckim, w rejonie bachmuckim. W 2001 liczyło 50 mieszkańców.